# Hörnchensattel

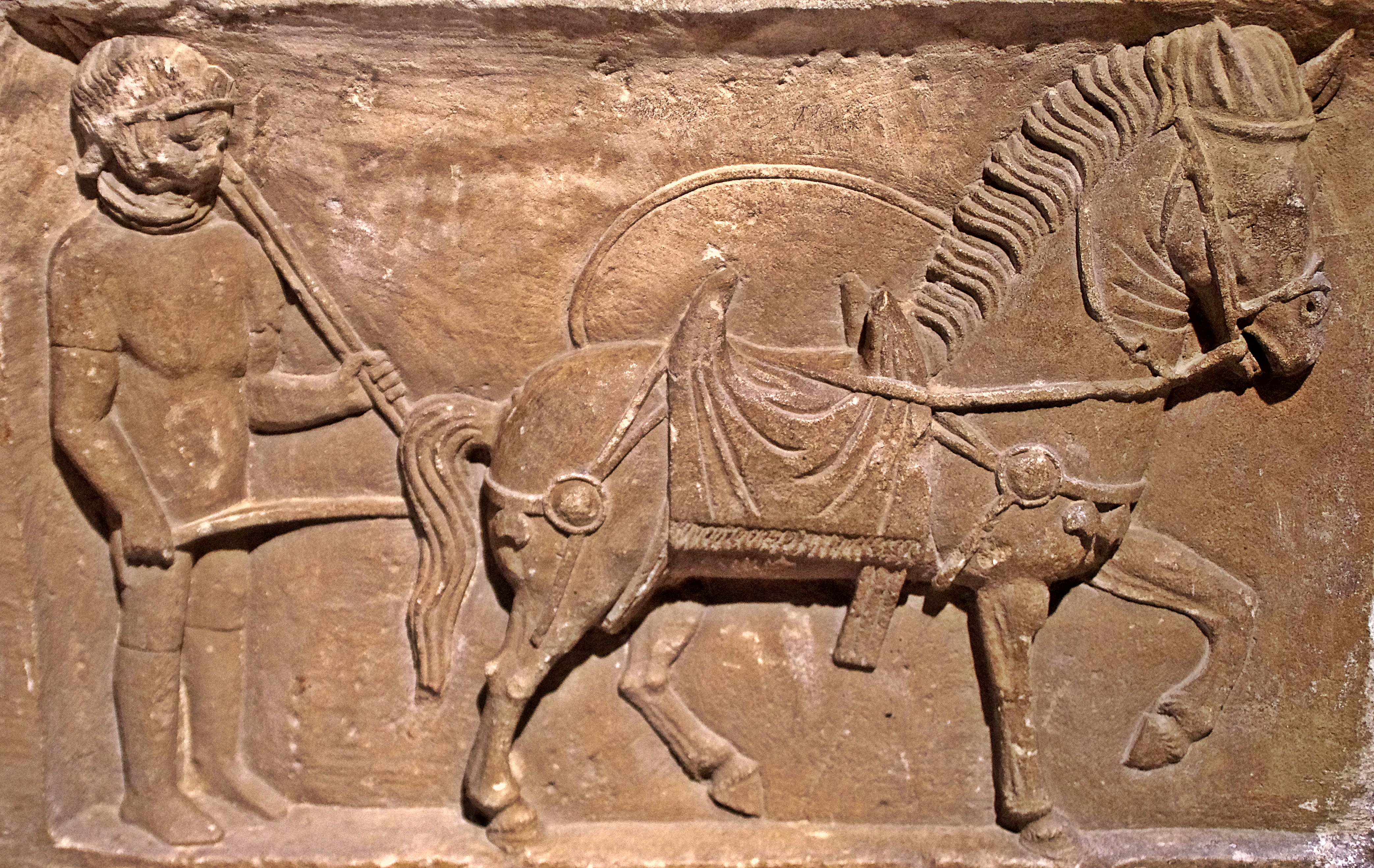
Grabstein des Kavalleristen Lucius Romanus (Köln, spätes 1. Jh. n. Chr.). Gut erkennbar sind die hörnchenartigen Erhebungen an der Sitzfläche sowie die vorderen Drillingsriemen. Der lederne Sattel ist unter einer Satteldecke aus Stoff verborgen (Römisch-Germanisches Museum in Köln).

Als Hörnchensattel wird der Reitsattel römischer und keltischer Kavalleristen bezeichnet. Namensgebend hierfür sind die sogenannten Hörnchen, lederne oder bronzene Versteifungen an den Seiten der Sitzflächen, die für einen stabilen Halt im Sattel sorgen sollen.

## Bildliche Darstellungen
Bei der Rekonstruktion des römischen Militärsattels helfen bildliche Überlieferungen. Als besonders nützlich erwiesen sich hierbei die weitestgehend naturgetreuen Darstellungen auf den Grabsteinen römischer Kavalleristen. Zwar sind auch hier kleinere Veränderungen aus künstlerischen Gründen möglich (beispielsweise die optische Verkleinerung funktionaler Teile oder die Ausschmückung dekorativer Elemente), grundsätzlich jedoch hatten die Militärangehörigen ein Interesse daran, sich möglichst authentisch abbilden zu lassen, da sie hiermit auch ein Standesbewusstsein ausdrückten.
Solche Soldatengrabsteine stellen Reiter und Pferd fast immer in der Profilansicht dar. Der Sattel besteht aus einer auf dem Pferderücken aufliegenden Sitzfläche und ist gelegentlich durch eine mehr oder weniger lang herabhängende, stofflich wirkende Satteldecke ergänzt. An der Vorder- und Rückseite der Sättel lassen sich jeweils zwei knaufförmige Erhebungen, die sogenannten Hörnchen, feststellen. Die vorderen Sattelhörnchen standen in einem etwas flacheren Winkel ab und sicherten die Oberschenkel des Reiters vor dem Abrutschen, die hinteren standen fast aufrecht und sicherten das Gesäß. Bisweilen sind sie perspektivisch zu einem Halbrund verkürzt. Gut erkennbar sind meist auch die Brust- und Schweifgurte, die den Sattel an der Stelle halten. Weitere Riemen können an den Seiten der Satteldecke herabhängen.
Was die bildliche Überlieferung nicht vermag, ist zu klären, wie der Sattel konstruiert war, also ob die Hörnchen weich und flexibel oder steif waren, ob die lederne Sitzfläche auf einen Sattelbaum aufgezogen wurde oder auch, wie die Gurte um den Bauch des Pferdes geführt wurden.

## Archäologische Funde

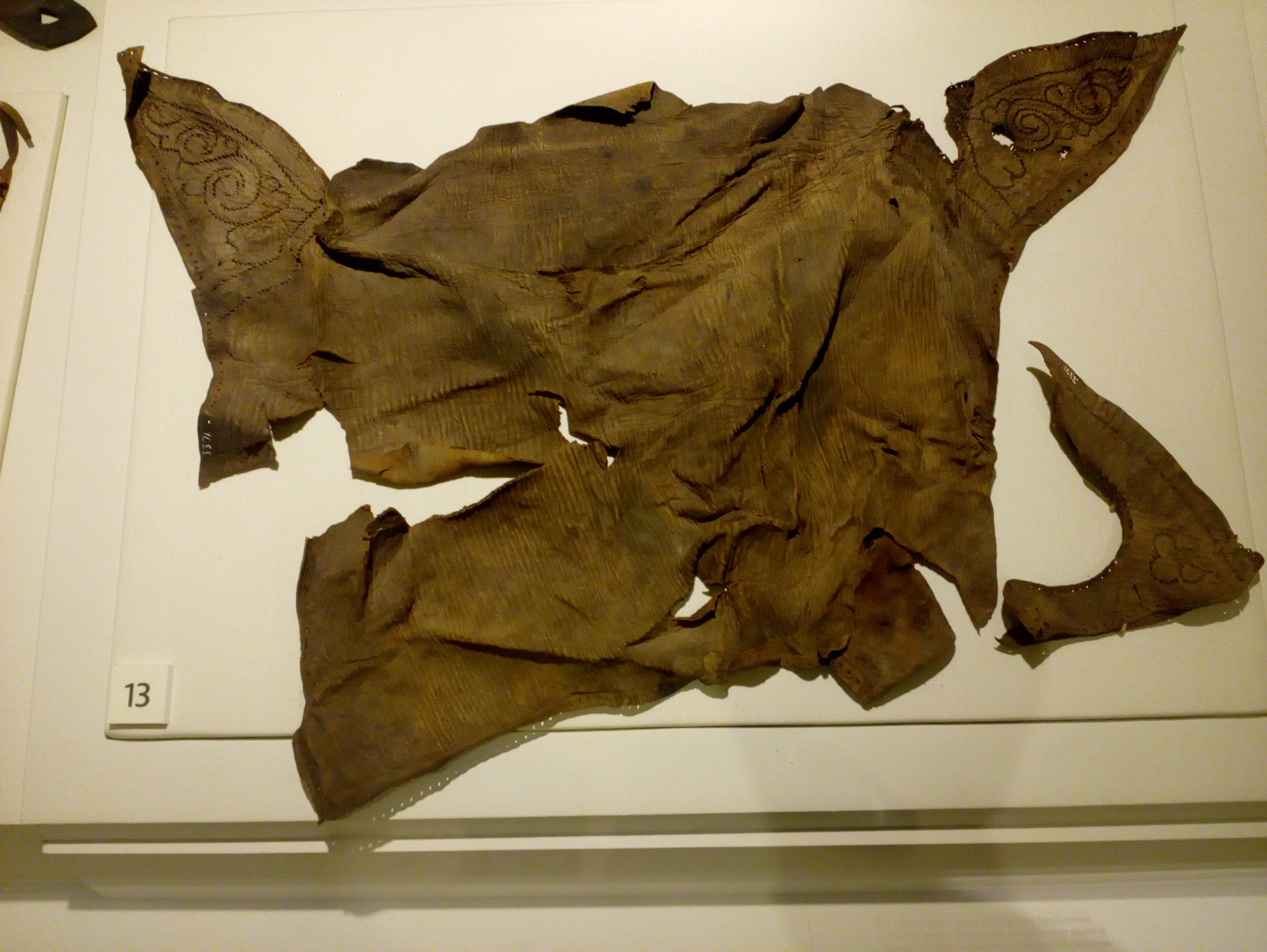
Sattelbezug aus Vindolanda. Die ledernen Hörnchen waren ursprünglich kunstvoll bestickt (Kastell-Vindolanda-Museum).

### Sattelbezüge
Als richtungsweisend für die archäologische Forschung erwies sich der Fund eines ledernen Sattelbezugs aus dem Kastell Praetorium Agrippinae im heutigen Valkenburg (Südholland). Da sich die Grabungsfläche unterhalb des Grundwasserspiegels befand, boten sich ausgezeichnete Bedingungen für die Erhaltung organischer Überreste. Der Sattelbezug besteht aus einem Lappen aus Ziegenleder. Charakteristisch hierbei sind die beiden zungenförmigen Ausbuchtungen an den gegenüberliegenden Seiten des Lederstreifens. Durch das Ansetzen eines weiteren zungenförmigen Gegenstücks, wie es ebenfalls in dem Kastell entdeckt wurde, bildeten sie die Sattelhörnchen. Unterhalb der Hörnchen besaß der Sattelbezug häufig einige halbmondförmige Lochungen, die in Zusammenhang mit den Drillingsriemen zu stehen scheinen. Wie genau die Riemen durch die Löcher hindurchgeführt wurden, ist unklar – ihre geschwungene Form ist jedoch ein typisches Merkmal der Sattelbezüge.
Durch den Fund aus Valkenburg konnten in den letzten Jahrzehnten weitere Lederfragmente als Sattelbestandteile identifiziert werden, darunter ein sehr ähnliches Stück aus Vindolanda (GB).

### Bronzene Sattelhörnchen
Der schrittweise Erkenntnisgewinn in der archäologischen Forschung durch bildliche Satteldarstellungen und Lederbezüge ermöglichte die Identifizierung einer weiteren Fundgruppe – der metallenen Sattelhörnchen. Diese bestanden aus Bronzeblech, das in Halbschalenform getrieben wurde.
Gelegentlich wurden ganze Sets gefunden, bei denen die vorderen Hörnchen I-förmig und die hinteren zueinander spiegelbildlich L-förmig waren. An den Rändern besitzen sie durchgeschlagene Lochreihen, anhand derer sie an den Sattel genäht oder genagelt wurden. Die bisherigen Funde datieren von der augusteischen Zeit (Haltern, Asciburgium) bis ins 2. Jahrhundert n. Chr. (Newstead, GB). Manche Exemplare weisen auf der konkaven Innenseite Ritzungen auf, die als Besitzerinschriften gedeutet werden. Ebenfalls möglich wären Markierungen durch den Sattler. Dies wäre insbesondere dann denkbar, wenn es sich bei den Hörnchen, wie aufgrund der großen Formenvielfalt oft gemutmaßt wird, um individuelle Maßanfertigungen handelt. Auch weisen einige Stücke Zierwülste am Rand auf und andere nicht. Bei einem einzelnen Set wurden Lederreste auf der Außenseite festgestellt, die auf einen Lederüberzug hindeuten.

### Sattelgurtbeschläge
Auf den bildlichen Darstellungen römischer Kavalleristen lassen sich häufig Lederriemen erkennen, die unterhalb der Sattelhörnchen herabhängen. Da sie üblicherweise in drei Strängen auftreten, werden sie als Drillings- oder Triplet-Riemen bezeichnet. Ihr genauer Zweck lässt sich nicht mehr eindeutig rekonstruieren – vielleicht dienten sie dazu, die Hörnchen an ihrer Stelle zu halten.
Archäologisch gut nachweisbar sind hingegen die Sattelgurtbeschläge, die die Riemen zusammenhielten. Sie können durch ihre Verzierungstechnik datiert werden. Frühe, tiberisch-claudische Beschläge bestehen aus einfachen, rechteckigen Metallplatten, die gelegentlich durchbrochen gearbeitet oder verzinnt sind. Ab dem späteren ersten Jahrhundert variiert die Grundform stärker, es treten auch Treibmuster und Niello-Dekor auf. Solche Exemplare bestehen aus Bronze und sind häufig zusätzlich versilbert. An den Drillingsriemen wurden sie mithilfe von Metallstreifen an der Rückseite befestigt, durch die ein Niet getrieben wurde.

### Sattelgurtschnallen
Sattelgurtschnallen unterscheiden sich in ihrer Form grundsätzlich nicht von anderen, römischen Riemenschnallen. Als solche werden sie einzig aufgrund ihrer auffälligen Größe von etwa 70 mm in der Breite bezeichnet. Sie dienten dazu, den Sattelgurt um den Bauch des Pferdes zu befestigen. Wie diese Gurte genau konstruiert und befestigt waren, ist allerdings nicht bekannt; eindeutige, bildliche Darstellungen gibt es bisher nicht.

## Rekonstruktion

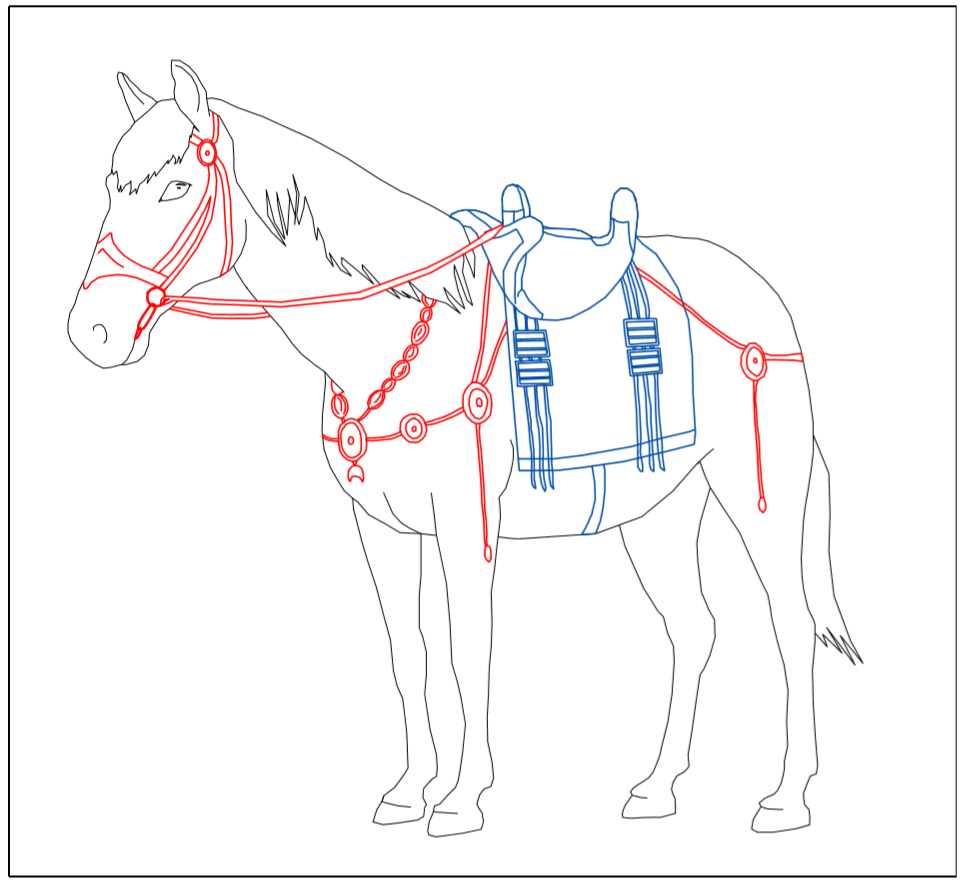
Rekonstruktionszeichnung eines römischen Kavalleriepferdes mit Zaumzeug und Hörnchensattel (Satteltyp nach Connolly).

Es gibt einige Unsicherheiten bei der Rekonstruktion des römischen Kavalleriesattels; grundsätzlich lässt sich aber sagen, dass die eng am Körper anliegenden „Hörnchen“ für einen festen Sitz sorgen sollten. Anstelle von Steigbügeln, die im römischen Reich noch nicht bekannt waren, ermöglichten sie es dem Reiter, sein Gewicht im Sattel zu verlagern. Eine erste Rekonstruktion wagte die niederländische Archäologin Groenman-van Waateringe in den sechziger Jahren anhand der Lederfunde von Valkenburg. Sie deutete die Seitenteile als lose herabhängende Sattelblätter und vermutete, dass die Hörnchen mit Metall oder Holz verstärkt wurden. Ob der Lederbezug auf einer hölzernen Konstruktion fixiert wurde oder ob er direkt auf der Satteldecke auflag, lässt sie offen.
Connolly hingegen hält einen Sattelbaum für unabdingbar, um das Gewicht des Kavalleristen von der empfindlichen Wirbelsäule des Pferdes auf seine Flanken zu lenken und es dem Reiter gleichzeitig zu erlauben, mit den Schenkeln Druck auf die Rippenbögen des Tieres auszuüben. Bestätigt sieht der Experimentalarchäologe seine These durch die Nahtreihen an den Rändern des Lederlappens, die seiner Meinung nach daraus resultierten, dass das Leder auf ein Holzgestell aufgezogen und an den sich überlappenden Stellen zusammengenäht wurde. In den 1980er Jahren tat sich Connolly mit der Lederspezialistin van Driel-Murray zusammen, um der Frage nach der Konstruktion des Sattels weiter nachzugehen. Denn in der Zwischenzeit hatte sein deutscher Kollege Junkelmann einen Sattel mit weicher Polsterung anfertigen lassen und in der Praxis erprobt. Junkelmann argumentierte, dass ein solcher Sattel auf jedes Pferd passe und im Übrigen bei langen Distanzritten bequemer sei. Die ungleichmäßige Belastung des Pferderückens sieht er durch eine entsprechende Polsterung als verhinderbar an. Connolly und van Driel-Murray hingegen halten die Zugsfalten, die sie an den Lederfunden feststellten, für den eindeutigen Beweis, dass das Leder auf einen Sattelbaum aufgezogen wurde. Zwei angefertigte Nachbildungen mit Sattelbaum scheinen das zu bestätigen – sie zeigen die gleichen Gebrauchsspuren wie die archäologischen Funde. Unklar ist lediglich die Form der Holzkonstruktion. Auch müsste ein solcher Sattel individuell an jedes Pferd angepasst worden sein, um nicht zu scheuern. Da es sich allem Anschein nach aber auch bei den in Form und Größe beträchtlich variierenden Bronzehörnchen um Maßanfertigungen handelt, ist das für den Sattel selbst also durchaus denkbar.
Weitere Rätsel geben die Sattelhörnchen auf. Auffällig ist, dass die bisher gefundenen, metallenen Hörnchen stets deutlich größer waren als die ledernen. Insofern können die Bronzeschalen nicht als formgebende Unterlage für das anschließend aufgezogene Leder gedient haben. Auch andersherum – die bronzenen Platten als äußere Verstärkung für weichen Lederhörnchen – wäre die Rekonstruktion nicht plausibel, da die Lochreihen der Bronzehörnchen nicht mit den Nähten der Lederfunde korrespondieren. Beide Fundgattungen können also kaum einem einzigen Satteltyp zugeordnet werden. Eine Möglichkeit wäre daher, dass es sich um die Bestandteile zweier verschiedener Satteltypen handelte: Einen mit kleineren, ausgestopften oder holzverstärkten Lederhörnchen und einen mit starren, großen Bronzehörnchen.
Connolly vermutete anhand seiner Nachbauten, dass der Satteltyp mit den hohen Hörnchen, ähnlich wie der mittelalterliche Prunksattel, eine stoßdämpfende Wirkung hatte und daher für den direkten Kampfeinsatz entwickelt worden war, während der kleinhörnige Typ eher für lange Distanzritte geeignet war.

## Verbreitung und Datierung
Unklar ist, wo genau der Hörnchensattel erfunden wurde. Der früheste eindeutige Beleg für die Verwendung des Sattels ist eine Darstellung auf dem Julier-Mausoleum im südfranzösischen St. Rémy. Abgebildet ist ein reiterloses Pferd eines besiegten, keltischen Kriegers, das einen Sattel mit den charakteristischen Hörnchen auf dem Rücken trägt. Es erscheint naheliegend, dass der Hörnchensattel in der pferdeaffinen, keltischen Kultur entwickelt wurde. Da die Kelten der Spätlatènezeit rege Handelskontakte führten, ist jedoch auch eine Übernahme von anderen Volksgruppen denkbar.
Mit der Eroberung durch die Römer wurden die keltischen Reiterverbände in die römische Armee eingegliedert und somit hielt auch der Hörnchensattel Einzug ins Militärwesen. Die mittlerweile beachtliche Anzahl von Funden bronzener Hörnchen zeugt von ihrer Häufigkeit. Doch auch über die Reichsgrenzen hinaus fand der Sattel weite Verbreitung: Bildliche Überlieferungen belegen, dass er auch von den Parthern und den spätantiken Sassaniden genutzt wurde. Im Verlauf des vierten Jahrhundert verschwindet der Hörnchensattel allmählich. Im östlichen Sassanidenreich wird er unmittelbar von einem Sattel mit Steigbügeln ersetzt, für den Westen ist dieser Typ erst deutlich später nachweisbar.